# Tamborowo
Tamborowo – osada leśna w Polsce położona w województwie wielkopolskim, w powiecie kościańskim, w gminie Kościan.
Leśniczówka leży na wschód od Kanału Mosińskiego, przy żółtym szlaku pieszym ze Starego Bojanowa do Piotrowa.
Folwark o nazwie Tamborowa powstał po 1845 roku i podlegał Bonikowu. Pod koniec XIX wieku liczył dwa dymy (domostwa) i 27 mieszkańców. W latach 1975–1998 miejscowość administracyjnie należała do województwa leszczyńskiego.